# Новеньке (Казахстан)
Но́веньке (каз. Новенькое) — село у складі Байтерецького району Західноказахстанської області Казахстану. Входить до складу Байкониського округу.
У радянські часи село називалось Новенький.
Населення — 1383 особи (2021; 1341 у 2009, 1005 у 1999, 1250 у 1989).